# Mary Lou Retton
Mary Lou Retton, född 24 januari 1968 i Fairmont, West Virginia, är en amerikansk gymnast.
Hon tog OS-guld i mångkampen, OS-silver i lagmångkampen, OS-silver i hopp, OS-brons i barr och OS-brons i fristående i samband med de olympiska gymnastiktävlingarna 1984 i Los Angeles.